# Багатоствольні збройні системи

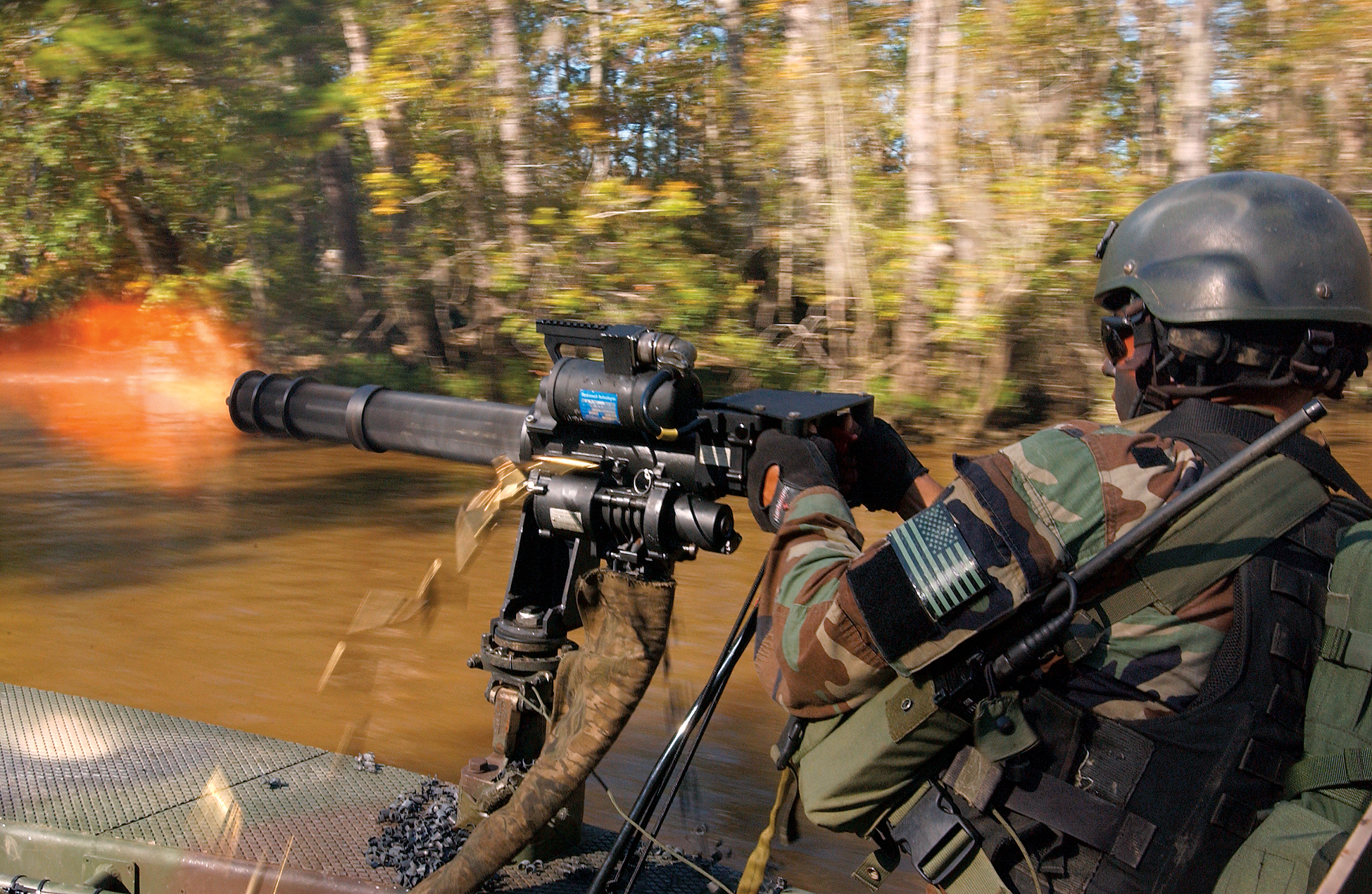
Використання M134 minigun для придушення ворога під час висадки десанту на берег.

Багатоствольні збройні системи — вогнепальна зброя будь-якого типу, яка має більше одного ствола, які зазвичай призначені для збільшення темпу стрільби/можливості ураження та для зменшення ерозії ствола/перегріву.

## Визначення
Багатоствольна зброя з кількістю стволів більшою ніж один (зазвичай однакового калібру), для збільшення темпу вогню/можливості ураження і для зменшення зносу ствола/перегріву. Спочатку це була примітивна (а з появою кулемета Гатлінга успішна) спроба збільшення темпу вогню до появи стрічкового живлення/магазинів та автоматичної зброї. Проект SALVO довів, що будь-яка багатоствольна штурмова гвинтівка/кулемет з калібром більшим за 5.56×45mm NATO, окрім пістолетних/проміжних набоїв (наприклад: 9×19mm Parabellum, .30 Carbine, 7.62×39mm M43) не підходять для використання в піхоті.

## Історія

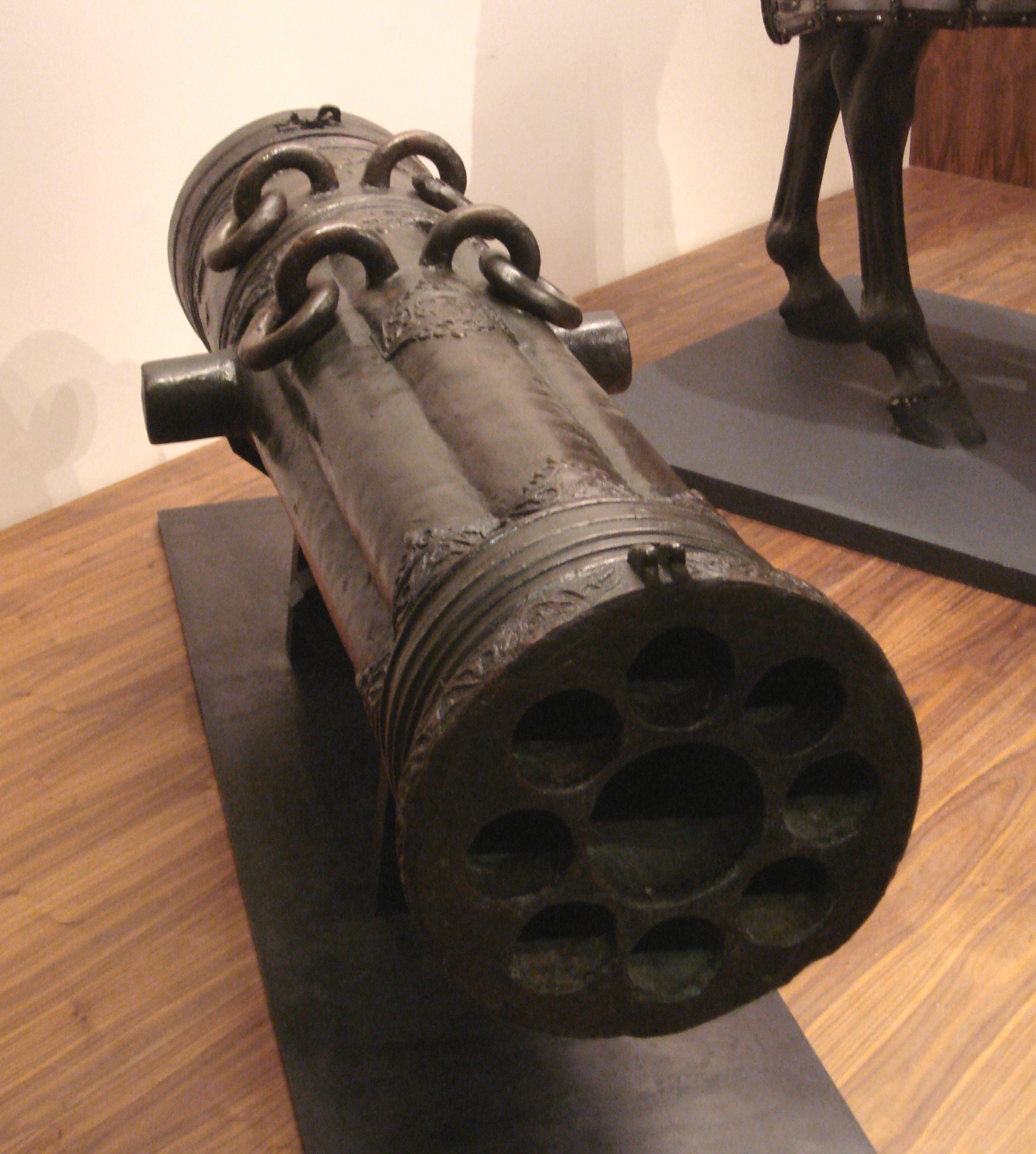
Органна гармата Османської імперії з 8 стволами, початок 16-го століття

Перші зразки багатоствольних систем належать до XIV століття, коли була створена органна гармата. Первісно то була примітивна спроба підвищення швидкості вогню задовго до винайдення автоматичної зброї зі стрічковим і магазинним живленням, але й сучасні багатоствольні системи (наприклад, M134 Minigun) показують свою високу ефективність.